# نگاه خیره اولیس
نگاه خیره اولیس (به یونانی: Το βλέμμα του Οδυσσέα) (نویسه‌گردانی To Vlemma tou Odyssea) فیلمی یونانی ساخته تئو آنجلوپولوس محصول سال ۱۹۹۵ است.

## خلاصه داستان
یک کارگردان مهاجر یونانی پس از ۳۵ سال زندگی در آمریکا به کشورش بازگشته تا ظاهراً در نمایش آخرین فیلمش شرکت کند. اما هدف اصلی او یافتن سه حلقه فیلمی است که احتمالاً نخستین فیلمی است که پایه‌گذاران سینمای مقدونیه، یعنی برادران ماناکیس در دهه ۱۹۰۰ از زندگی روستاییان گرفته‌اند.